# 関根賞
関根賞（せきねしょう）は、平安時代の文学、特に私家集の研究の第一人者として知られた関根慶子・お茶の水女子大学名誉教授の業績を称え、関根による基金を基に1993年から毎年表彰されている文学賞（文学研究の賞）である。
この賞は平安時代の文学・語学を研究した女性研究者を顕彰するものであり、毎年暦年（1月 - 12月）でその1年間に発表された平安文学の研究作品を審査に諮り、受賞した研究者に賞金20万円と賞状が贈呈される。いったん途絶したが2006年、第2次として復活した。しかし、2022年度で終了することが決まった。

## 受賞作
- 第1回 1993年 
  - 望月郁子『類聚名義抄の文献学的研究』笠間書院
  - 河添房江『源氏物語の喩と王権』有精堂出版（のち『源氏物語表現史』と改題、翰林書房）
- 第2回 1994年 該当作なし
- 第3回 1995年 
  - 宮川葉子『三条西実隆と古典学』改訂新版 風間書房
- 第4回 1996年
  - 米田明美『「風葉和歌集」の構造に関する研究』笠間書院
- 第5回 1997年 
  - 清水婦久子『源氏物語の風景と和歌』和泉書院
- 第6回 1998年 
  - 安田徳子『中世和歌研究』
- 第7回 1999年 
  - 斎藤煕子『赤染衛門とその周辺』笠間書院
- 第8回 2000年 
  - 張龍妹『源氏物語の救済』風間書房
- 第9回 2001年 
  - 胡潔『平安貴族の婚姻慣習と源氏物語』風間書房
- 第10回 2002年 該当作なし
- 第11回 2003年 
  - 新田孝子『栄花物語の乳母の系譜』風間書房
  - 加藤静子『王朝歴史物語の生成と方法』風間書房
- 第12回 2004年
  - 圷美奈子『新しい枕草子論 主題・手法 そして本文』新典社

## 第2次
- 第1回 2006年
  - 中村文『後白河院時代歌人伝の研究』笠間書院
  - 近藤みゆき『古代後期和歌文学の研究』風間書房
- 第2回 2007年
  - 丁莉『伊勢物語とその周縁－ジェンダーの視点から』風間書房
- 第3回 2008年
  - 渡邉裕美子『最勝四天王院障子和歌全釈』風間書房
- 第4回 2009年
  - 和田律子『藤原頼通の文化世界と更級日記』新典社
- 第5回 2010年
  - 植田恭代『源氏物語の宮廷文化 後宮・雅楽・物語世界』笠間書院
- 第6回 2011年
  - 岡嶌偉久子『源氏物語写本の書誌学的研究』おうふう
- 第7回 2012年
  - 李宇玲『古代宮廷文学論-中日文化交流史の視点から』勉誠出版
- 第8回 2013年
  - 家永香織『転換期の和歌表現 院政期和歌文学の研究』青簡舎
- 第9回 2014年
  - 大津直子『源氏物語の淵源』おうふう
- 第10回 2015年
  - 内田美由紀『伊勢物語考―成立と歴史的背景』新典社
- 第11回 2016年
  - 鳥井千佳子『忠通家歌合新注』青簡舎
- 第12回 2017年
  - 山中悠希『堺本枕草子の研究』武蔵野書院
- 第13回 2018年
  - 金光桂子『中世の王朝物語 享受と創造』臨川書店
- 第14回 2019年
  - 諸井彩子『摂関期女房と文学』青簡舎
- 第15回 2020年
  - 上野英子『源氏物語　三条西家本の世界―室町時代享受史の一様相』武蔵野書院
  - 高橋由記『平安文学の人物と史的世界―随筆・私家集・物語―』武蔵野書院
- 第16回 2021年
  - 瓦井裕子『王朝和歌史の中の源氏物語』和泉書院
- 第17回 2022年
  - 川上知里『今昔物語集攷―生成・構造と史的圏域―』花鳥社